# フランク・カレガリ
フランチェスコ・ダミアン・「フランク」・カレガリ（Francesco Damien "Frank" Calegari、1975年12月15日生まれ）は、数論およびラングランズ・プログラムを専門とする、シカゴ大学の数学教授である。兄は数学者のダニー・カレガリ。

## 来歴
1992年と1993年に国際数学オリンピックにオーストラリア代表として出場し、それぞれ銅メダルと銀メダルを獲得。  
2002年、カリフォルニア大学バークレー校にてケン・リベットの指導のもとで数学の博士号を取得した。
2002年から2006年までハーバード大学でベンジャミン・ピアス助教授を務めたのち、ノースウェスタン大学に移籍し、2006年から2009年まで助教授、2009年から2012年まで准教授、2012年から2015年まで教授を務めた。2015年からはシカゴ大学の数学教授を務めている。
また、2010年から2011年にかけては高等研究所の数学部門でフォン・ノイマン・フェローを務めた。
2013年から2021年まで、学術誌『Mathematische Zeitschrift』の編集委員を務めたほか、2019年からは『Algebra & Number Theory』の編集委員、および『Annals of Mathematics』の副編集委員を務めている。

## 研究
カレガリは代数的数論を専門とし、特にラングランズ対応や算術群のコホモロジーに現れるねじれ類の研究で知られている。
ヴェッセリン・ディミトロフおよびタン・ユンチンとの共同研究により、アトキン–スウィナートン＝ダイアー予想（Unbounded Denominators Conjecture）を証明した。
これは、モジュラー形式 f(τ) が合同部分群に属さない場合、そのフーリエ係数は有界でない分母をもつことを示すものである。この予想は数十年にわたって未解決であった。
同じくディミトロフおよびタンとの共同研究において、数値 1、ζ(2), L(2, χ−3) が一次独立であることも証明した。

## 受賞
2002年から2006年にかけてアメリカ数学研究所（AIM）の5年間フェローシップを受け、また2009年から2012年にはスローン研究フェローに選出された。2013年にはアメリカ数学会フェローに選ばれた。

## 主な論文
- Calegari, Frank (2011). “Even Galois representations and the Fontaine–Mazur conjecture” (英語). Inventiones Mathematicae 185 (1):  1–16. arXiv:0907.3427. Bibcode: 2011InMat.185....1C. doi:10.1007/s00222-010-0297-0. ISSN 0020-9910.
- Calegari, Frank; Emerton, Matthew (2005). “On the ramification of Hecke algebras at Eisenstein primes” (英語). Inventiones Mathematicae 160 (1):  97–144. arXiv:math/0311368. Bibcode: 2005InMat.160...97C. doi:10.1007/s00222-004-0406-z. ISSN 0020-9910.
- Calegari, Frank; Emerton, Matthew (2009). “Bounds for multiplicities of unitary representations of cohomological type in spaces of cusp forms” (英語). Annals of Mathematics 170 (3):  1437–1446. arXiv:0704.0662. doi:10.4007/annals.2009.170.1437. ISSN 0003-486X.
- Calegari, Frank; Geraghty, David (2018). “Modularity lifting beyond the Taylor–Wiles method” (英語). Inventiones Mathematicae 211 (1):  297–433. arXiv:1207.4224. Bibcode: 2018InMat.211..297C. doi:10.1007/s00222-017-0749-x. ISSN 0020-9910.
- Calegari, Frank; Geraghty, David (2020). “Minimal modularity lifting for nonregular symplectic representations” (英語). Duke Mathematical Journal 169 (5):  801–896. arXiv:1907.08691. doi:10.1215/00127094-2019-0044. ISSN 0012-7094.